# Rhyacophila neograndis
Rhyacophila neograndis är en nattsländeart som beskrevs av Donald G. Denning 1948. Rhyacophila neograndis ingår i släktet Rhyacophila och familjen rovnattsländor. Inga underarter finns listade i Catalogue of Life.